# 앙칼라곤
앙칼라곤은 사악한 존재 모르고스로부터 창조된 가장 강력한 우룰루키다. 비교적 짧은 분량의 서술로 자세한 기록이 전무하다. 그것이 어떻게 탄생하고 분노의 전쟁 이전까지 어디에 숨어있었으며 서술되지 않은 능력은 또 무엇이 있는 지 알기 어렵다. 다만, 용의 시조 글라우룽 이후에 탄생했고 수많은 용 가운데에서도 강대한 적으로 알려졌다는 점은 명백하다.

## 행적
분노의 전쟁에서 발리노르의 군대에 밀린 모르고스가 최후의 순간 앙칼라곤을 비롯한 용을 보내 진격하는 군대를 주춤하게 만들었으나 발리노르의 군대를 돕는 독수리와 자신의 배 빙길롯을 타고 전쟁에 참가한 에아렌딜로부터 공격을 받아 죽었다. 하늘에서 싸우던 앙칼라곤은 상고로드림에 떨어져 그 거대한 산맥이 붕괴했다. 이후 모르고스는 패배하여 포박된 상태로 세상에서 추방되면서 앙칼라곤은 강대한 용이자 모르고스의 마지막 공격 수단으로 기억된다.

## 그 외 다른 용
- 글라우룽: 불을 뿜는 용의 시조.
- 스카사: 태양의 3시대의 회색 산맥 용.
- 스마우그: 태양의 3시대 당시 최강의 용.

## 같이 보기
- J. R. R. 톨킨
- 모르고스